# Ingo Mendel
Ingo Mendel (Menden, 24 giugno 1960) è un ex cestista tedesco.

## Carriera
Con la Germania Ovest ha disputato i Campionati europei del 1981 e i Giochi olimpici di Los Angeles 1984.